# Кріл-Спрінгс (Іллінойс)
Кріл-Спрінгс (англ. Creal Springs) — місто (англ. city) в США, в окрузі Вільямсон штату Іллінойс. Населення — 505 осіб (2020).

## Географія
Кріл-Спрінгс розташований за координатами 37°37′11″ пн. ш. 88°50′15″ зх. д. / 37.61972° пн. ш. 88.83750° зх. д. (37.619847, -88.837446).  За даними Бюро перепису населення США в 2010 році місто мало площу 2,58 км², з яких 2,57 км² — суходіл та 0,01 км² — водойми.

## Демографія
Згідно з переписом 2010 року, у місті мешкали 543 особи в 238 домогосподарствах у складі 143 родин. Густота населення становила 210 осіб/км².  Було 289 помешкань (112/км²).
Расовий склад населення:
| - 95,0 % — білих - 0,6 % — чорних або афроамериканців - 0,2 % — корінних американців - 0,2 % — азіатів |

До двох чи більше рас належало 3,5 %. Частка іспаномовних становила 1,7 % від усіх жителів.
За віковим діапазоном населення розподілялося таким чином: 22,3 % — особи молодші 18 років, 58,7 % — особи у віці 18—64 років, 19,0 % — особи у віці 65 років та старші. Медіана віку мешканця становила 41,6 року. На 100 осіб жіночої статі у місті припадало 105,7 чоловіків;  на 100 жінок у віці від 18 років та старших — 102,9 чоловіків також старших 18 років.
Середній дохід на одне домашнє господарство  становив 38 349 доларів США (медіана — 37 964), а середній дохід на одну сім'ю — 44 114 долари (медіана — 39 679). Медіана доходів становила 35 227 доларів для чоловіків та 34 375 доларів для жінок. За межею бідності перебувало 18,3 % осіб, у тому числі 35,3 % дітей у віці до 18 років та 2,4 % осіб у віці 65 років та старших.
Цивільне працевлаштоване населення становило 210 осіб. Основні галузі зайнятості: будівництво — 34,3 %, мистецтво, розваги та відпочинок — 15,2 %, виробництво — 12,4 %.